# 戈諾里夫卡 (沃洛奇斯克區)
49°35′2″N 26°22′56″E / 49.58389°N 26.38222°E
霍諾里夫卡（烏克蘭語：Гонорівка）是位於烏克蘭西部的村莊，由赫梅利尼茨基州裡赫梅利尼茨基區的沃洛奇斯克市鎮負責管轄。該村始建於1613年，面積1.04平方公里，海拔高度294米，2001年人口146，人口密度每平方公里140人。